# レガ族
レガ族（レガぞく; Lega）とはコンゴ民主共和国の東部に暮らす民族の一つである。バレガ（Balega）、ワレガ（Walega）と表記されている場合も存在する。南キブ州、ルアラバ川（Lualaba River）の東の熱帯森林地域に居住するバントゥー系の農耕民で、シャブンダ（Shabunda; 人口約40万人）とムウェンガ（Mwenga; 人口約4万人）という2つのグループに分かれる。

## 歴史
起源伝承においては、兄弟姉妹の近親相姦により生まれたレガ・イサンワティ（Lega Isamwati）がピグミーの娘との間にもうけた5人の息子と2人の娘が今日のレガの祖先とされている。

## 生活
主に焼畑農業を行っており、キャッサバ・バナナ・落花生などを栽培する。また罠や網を用いた狩猟や河川での漁業を行う者も見られる。

## 文化

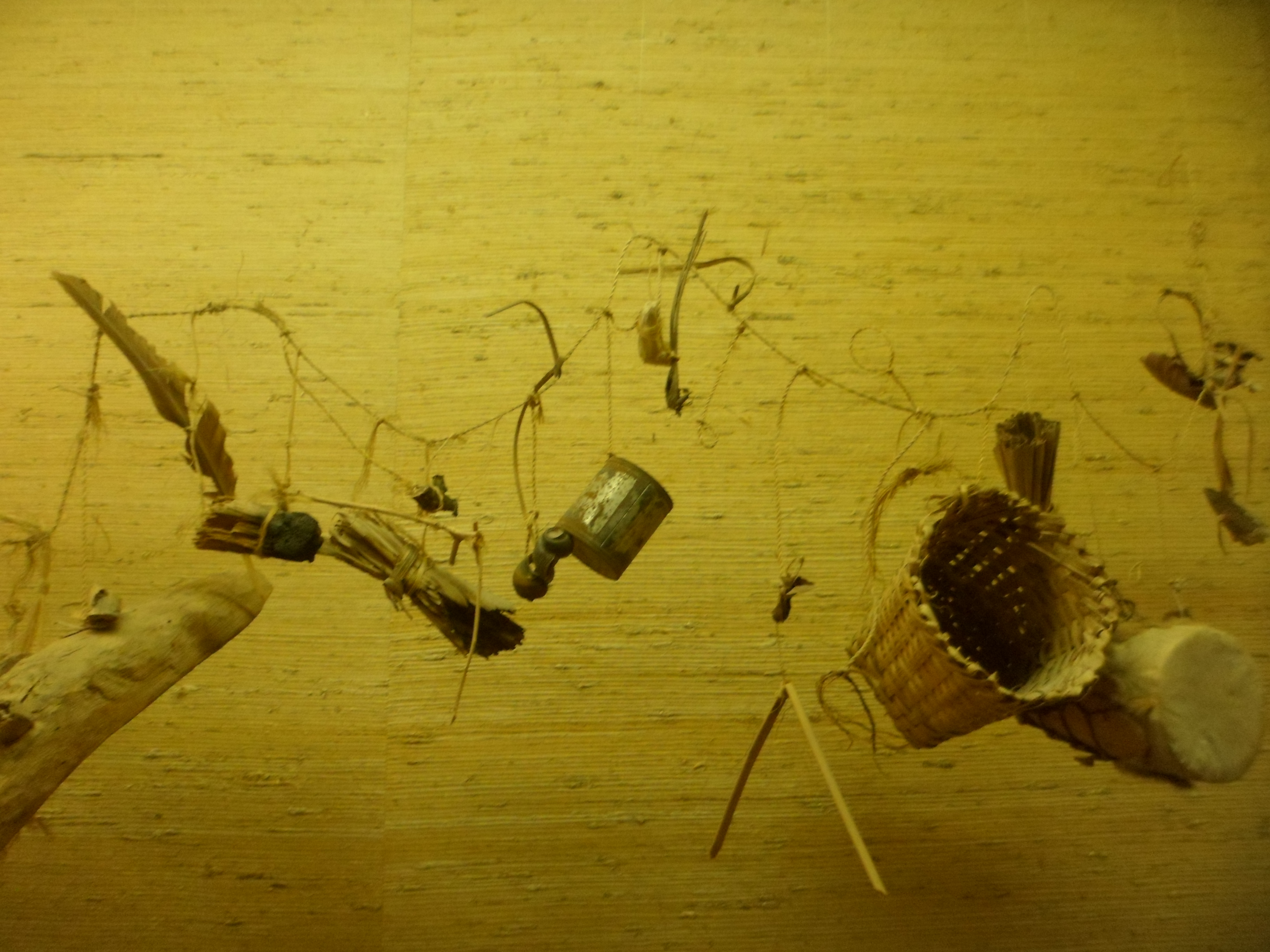
ムタンガ

レガの社会ではブワミ結社（bwami）というシステムが出自・集団や村落を越えて社会の統合力として機能している。この結社はいくつかの階梯から成り立っており、成員たちは通過儀礼を経ることでより上位の階梯に進むことができる。究極的にはブソガ（busoga;〈美 = 善〉）と呼ばれる境地に至ることが理想とされている。なお儀礼の際には豊かな表現を持つ木彫りや象牙製の像が用いられる。
またレガはことわざを視覚化した文化で知られている。村の集会所にある一つの紐には、ことわざに対応する様々な物品が吊るされる。これをムタンガ（mutanga）という。